# Hexagrama Unicursal

Hexagrama unicursal não entrelaçado

Forma entrelaçada do hexagrama unicursal

O hexagrama unicursal é um hexagrama ou estrela de seis pontas que pode ser traçada ou desenhada de maneira unicursal, em uma linha contínua em vez de dois triângulos sobrepostos. O hexagrama também pode ser representado dentro de um círculo com os pontos de tocá-la. Ele é muitas vezes representado em um entrelaçado de formulário com as linhas do hexagrama passando por cima e por baixo um ao outro para formar um nó. É a mesma forma como descrito no Teorema do Hexagrammum Mysticum de Blaise Pascal em 1639 .

## Thelema

O hexagrama unicursal adaptado é um símbolo importante em Thelema

Em Thelema, de Aleister Crowley, o hexagrama é geralmente representado com uma flor de cinco pétalas no centro que simboliza um pentáculo. O símbolo em si é o equivalente ao Ankh do antigo Egito, ou a Rosa-Cruz dos  Rosacruzes; que representa as forças do o microcosmo (o pentáculo, a representação do pentagrama com 5 elementos, o Pentagrammaton, YHSVH ou Yahshuah) se entrelaçam com as forças macrocósmicas (hexagrama, a representação das forças planetárias ou celestial cósmicas, o divino).

## Na cultura popular
- O hexagrama unicursal era parte do símbolo chamado de "O selo de Orichalcos" que foi destaque no Círculo  drAcordar os Dragões de Yu-Gi-Oh! (1996-2004).[carece de fontes?][1]
- Um hexagrama unicursal aparece várias vezes na série de televisão Supernatural como um símbolo para afastar entidades do mal. Ele também foi destaque na temporada 8, em um episódio, com o símbolo significando a associação dos Homens de Letras. É mencionado que ele está acima das portas para Atlantis.[carece de fontes?]
- O hexagrama unicursal foi capa do single "Drown" de Bring Me the Horizon .
- Uma versão modificada do símbolo aparece na capa do quinto álbum de Mindless Self Indulgence.
- Serve como um símbolo da fração do Inferno em Heroes of Might and Magic V.
- O hexagrama unicursal tem sido usado pela banda Behemoth (banda) como parte dos adereços para suas performances ao vivo.